# Keresztury Tibor
Keresztury Tibor (Debrecen, 1962. november 7. –) József Attila-díjas (2006) író, szerkesztő, irodalomtörténész, irodalomkritikus.

## Életpályája
1981-ben érettségizett a miskolci Földes Ferenc Gimnáziumban. 1982–1987 között a Kossuth Lajos Tudományegyetem magyar-történelem szakos hallgatója volt. 1986-tól 20 évig az Alföld szerkesztője volt. 1989-ben elvégezte a Bálint György Újságíró Iskolát. 1995–1996 között a JAK-füzetek című sorozat szerkesztője volt. 1999–2005 között a Szép versek szerkesztője volt. 2000–2005 között a Magyar Narancs külső munkatársa volt. 2002–2006 között és 2011 óta a Litera című internetes irodalmi portál főszerkesztője. 2006–2011 között a stuttgarti Magyar Kulturális és Tájékoztatási Központ igazgatója volt.

## Művei
- Félterpeszben, arcképek az újabb magyar irodalomból, Magvető Könyvkiadó–József Attila Kör, 1991
- Keresztury Tibor–Mészáros Sándor: Szövegkijáratok; Széphalom Könyvműhely, Bp., 1992 (Dialógus)
- Petri György, monográfia, Kalligram Könyvkiadó, 1998
- Reményfutam, keleti kilátások, Magyar Narancs, 2000
- Kételyek kora, tanulmányok, Magvető Könyvkiadó, 2001
- Krasznahorkai olvasókönyv. Krasznahorkai László műveinek válogatott magyar és német nyelvű recepciója; szerk., előszó Keresztury Tibor, életrajz és bibliográfia Hafner Zoltán, ford. Grudl József, Adamik Lajos; Széphalom Könyvműhely, Bp., 2002
- A vaddisznó rokona, publicisztikai írások, Palatinus Kiadó, 2002
- Bejárat a semmibe, Magvető Könyvkiadó, 2003
- Eurovízió. Kortárs magyar irodalmi antológia. 2004; szerk. Nagy Gabriella és Keresztury Tibor; Litera, Bp., 2004 (Litera-könyvek)
- A készlet erejéig, Magvető Könyvkiadó, 2012
- A szabadság színes ceruzái. Huszonöt író huszonöt évről; összeáll., szerk., szöveggond. Keresztury Tibor, fotó Szilágyi Lenke fotóival; Magvető–KPMG, Bp., 2014
- Temetés az Ebihalban; Magvető, Bp., 2015
- Petri György; 2. jav., bőv. kiad.; Magvető, Bp., 2015
- Hűlt helyem; Magvető, Bp., 2021

## Díjai, kitüntetései
- Móricz Zsigmond-ösztöndíj (1989)
- Soros Alapítvány ösztöndíja (1992)
- NKA alkotói támogatás (1995, 1999, 2002, 2005)
- Greve-díj (1996)
- Pro Literatura díj (2000)
- Üveggolyó-díj (2002)
- Déry Tibor-díj (2004)
- Joseph Pulitzer-emlékdíj (2005)
- József Attila-díj (2006)
- Európai Üstökös-díj (2008)
- NKA alkotói ösztöndíj (2010)
- Alföld-díj (2011)
- Szabó Lőrinc irodalmi díj (2022)[2]